# Endogonales
Die Endogonales sind eine kleine Ordnung von Pilzen.
Die Endogonales sind fadenförmige Pilze, die keine Septen ausbilden. In älteren Mycelien können Septen vorkommen. Die Zygosporen werden unterirdisch gebildet und besitzen anliegende Suspensoren. Die derart entstehenden Fruchtkörper sind knöllchenförmig und bis haselnussgroß.
Die Endogonales leben unterirdisch und bilden Ektomykorrhiza, oder sie leben saprobiontisch.

## Systematik
Die Endogonales wurden früher als Teil der Jochpilze geführt. 2007 wurden sie in die Unterabteilung Mucoromycotina gestellt.
- Endogone
- Peridiospora
- Sclerogone
- Youngiomyces